# Fejérd
Fejérd (románul: Feiurdeni, 1924-ig Feiurd) falu Romániában, Erdélyben, Kolozs megyében.

## Nevének eredete
Nevét patakjáról, a népi hagyomány szerint azonban a „fehér barátokról” kapta. Először 1326-ban Feyrd, majd 1334-ben Feyerd néven említették.

## Története
A középkorban magyar lakosságú falu volt. 1437 végén a parasztok feldúlták Báthori Szaniszló fiainak, Lászlónak és Istvánnak a birtokát, és megölték gazdatisztjeiket. 1674-ben elpusztult.
Román, magyar és cigány lakói eredetileg külön-külön falurészekbe települtek. 1760–1762-ben két unitus papja és egy ortodox temploma volt, református egyháza 1766-ban 39 felnőtt férfit és 60 asszonyt számlált.
A 19. század elején járási székhely volt Kolozs vármegyében. 1817 után Wesselényi Farkas kastélyt épített, amely az 1900-as években pusztult el. 1872-ben egy tűzvészben a főutca minden háza leégett. 1924-ben kivált belőle Telekfarka, 1956 előtt Fejérdi fogadók. Az 1970-es évek vége óta református egyháza Kajántó filiája.

## Népessége
- 1850-ben 1440 lakosából 1143 volt román, 227 magyar és 56 cigány nemzetiségű; 1143 görögkatolikus, 261 református, 16 római katolikus és 12 unitárius vallású.
- 1900-ban 2283 lakosából 1857 volt román és 417 magyar anyanyelvű; 1858 görögkatolikus, 396 református és 18 zsidó vallású. A lakosság 12%-a tudott írni-olvasni és a román anyanyelvűek 2%-a beszélt magyarul.
- 2002-ben 332 lakosából 293 volt román, 28 magyar és 11 cigány nemzetiségű; 277 ortodox, 18 református, 15 pünkösdista, 13 görögkatolikus és 5 római katolikus vallású.

## Látnivalók
- Görögkatolikus templomát Kós Károly tervezte, 1928 és 1938 között épült fel. A terv az építésznek a kolozsvári ortodox katedrális tervpályázatára beadott és azon második helyet nyert tervének egyszerűsített változata. Belsejét Balla Gyula és Kocsis István festette ki.
- Református temploma 1889-ben épült. Harangja 1523-ból való. Beleépítették középkori templomának faragott kődarabjait.

## Híres emberek
- Itt született 1923. január 21-én Benkő András zenetörténész.

## Képek

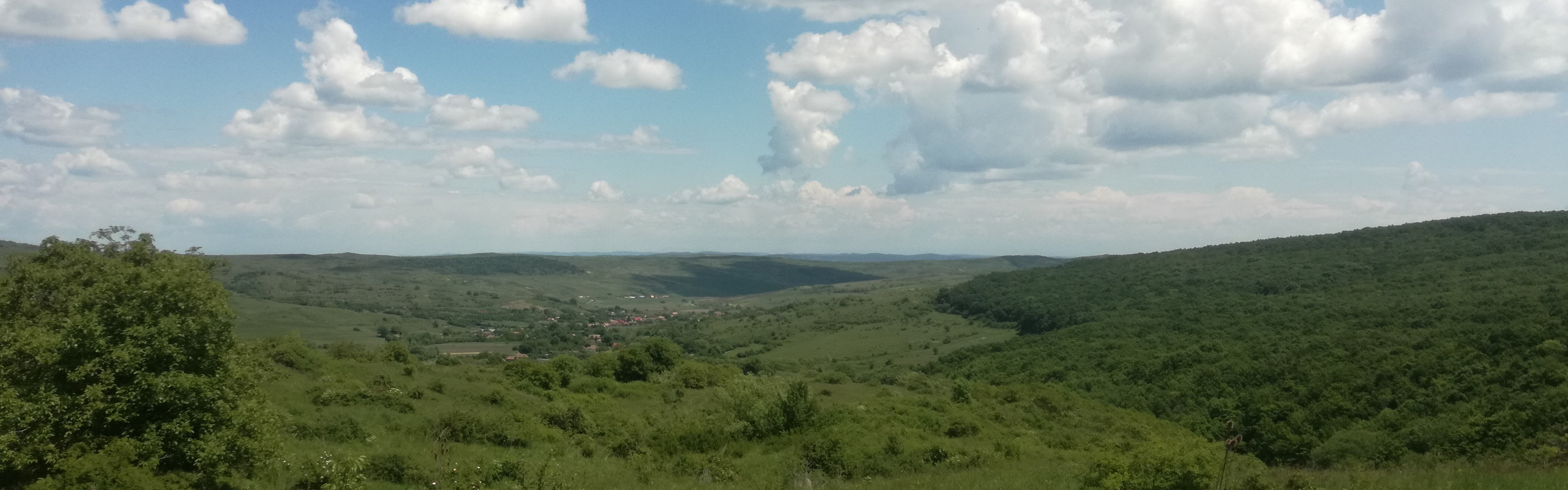
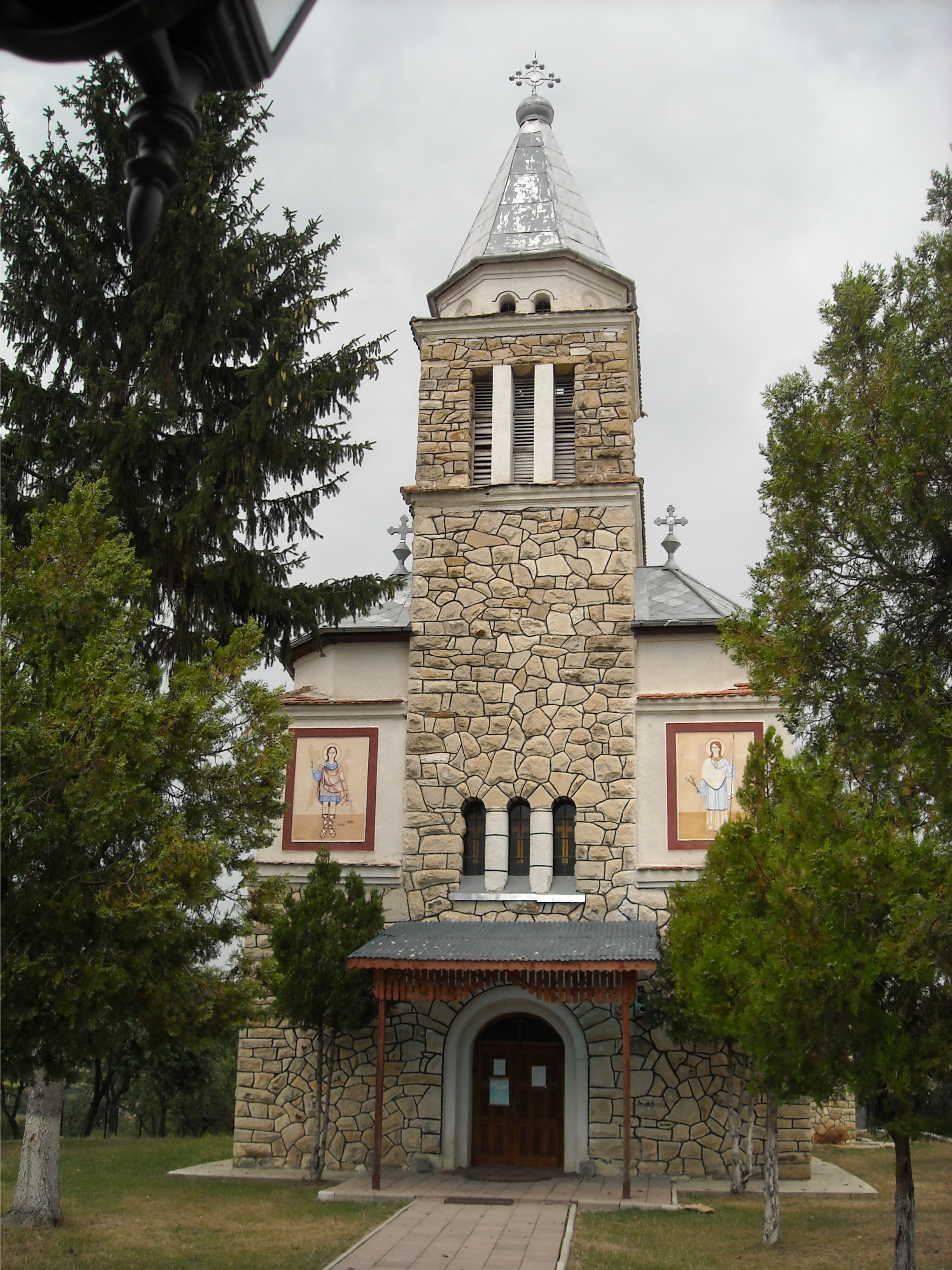
Az ortodox templom
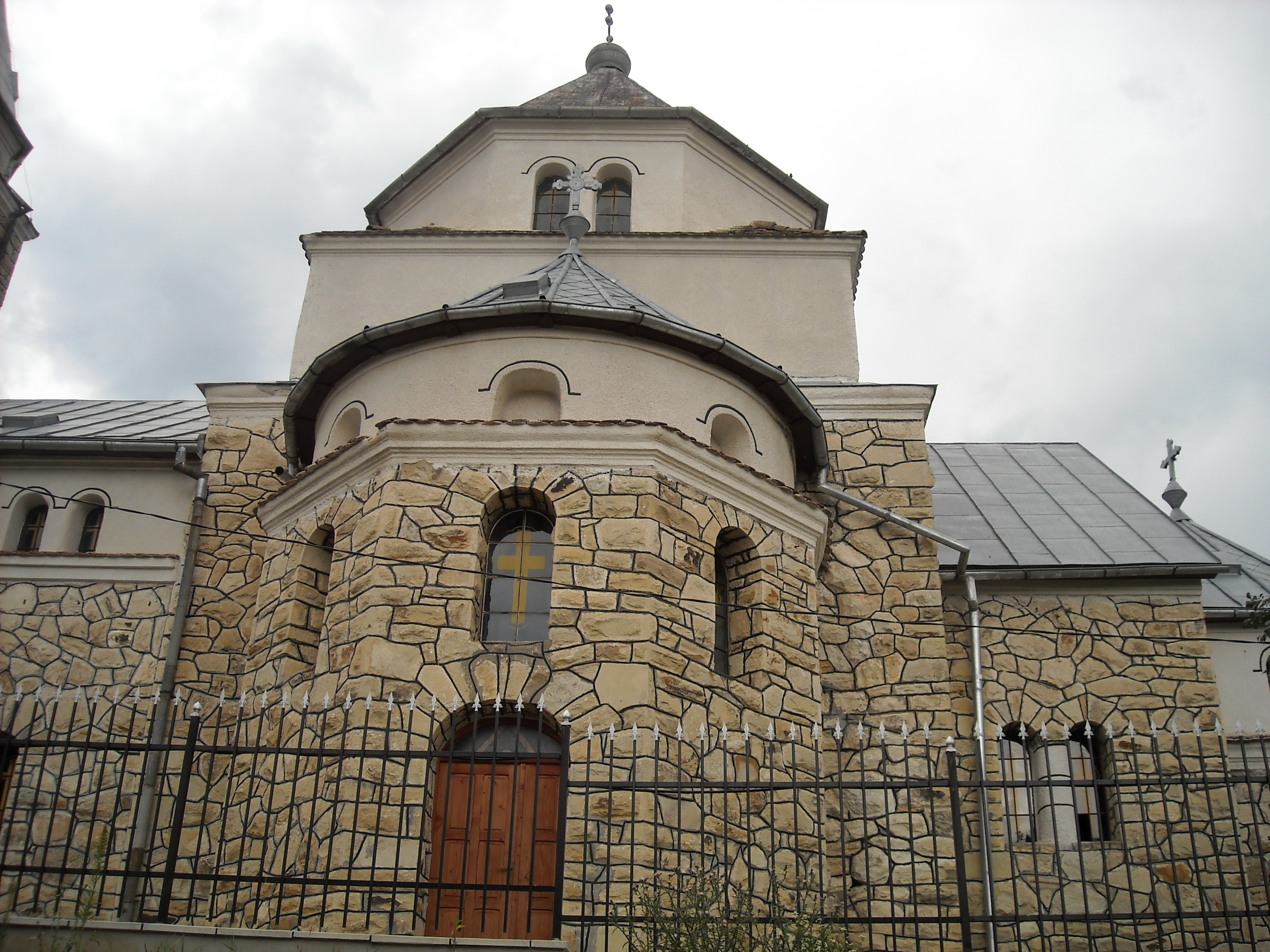
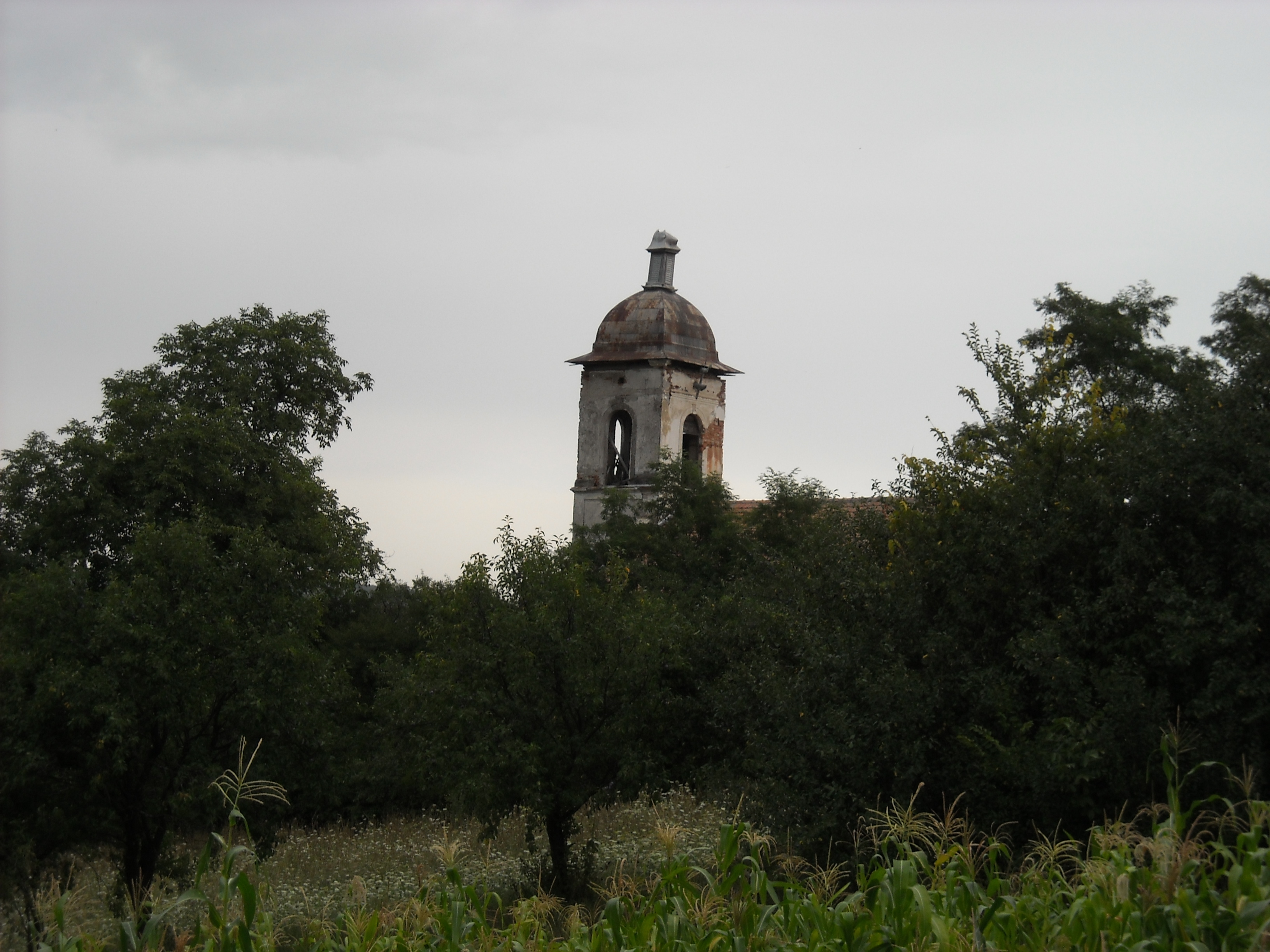
A református templom
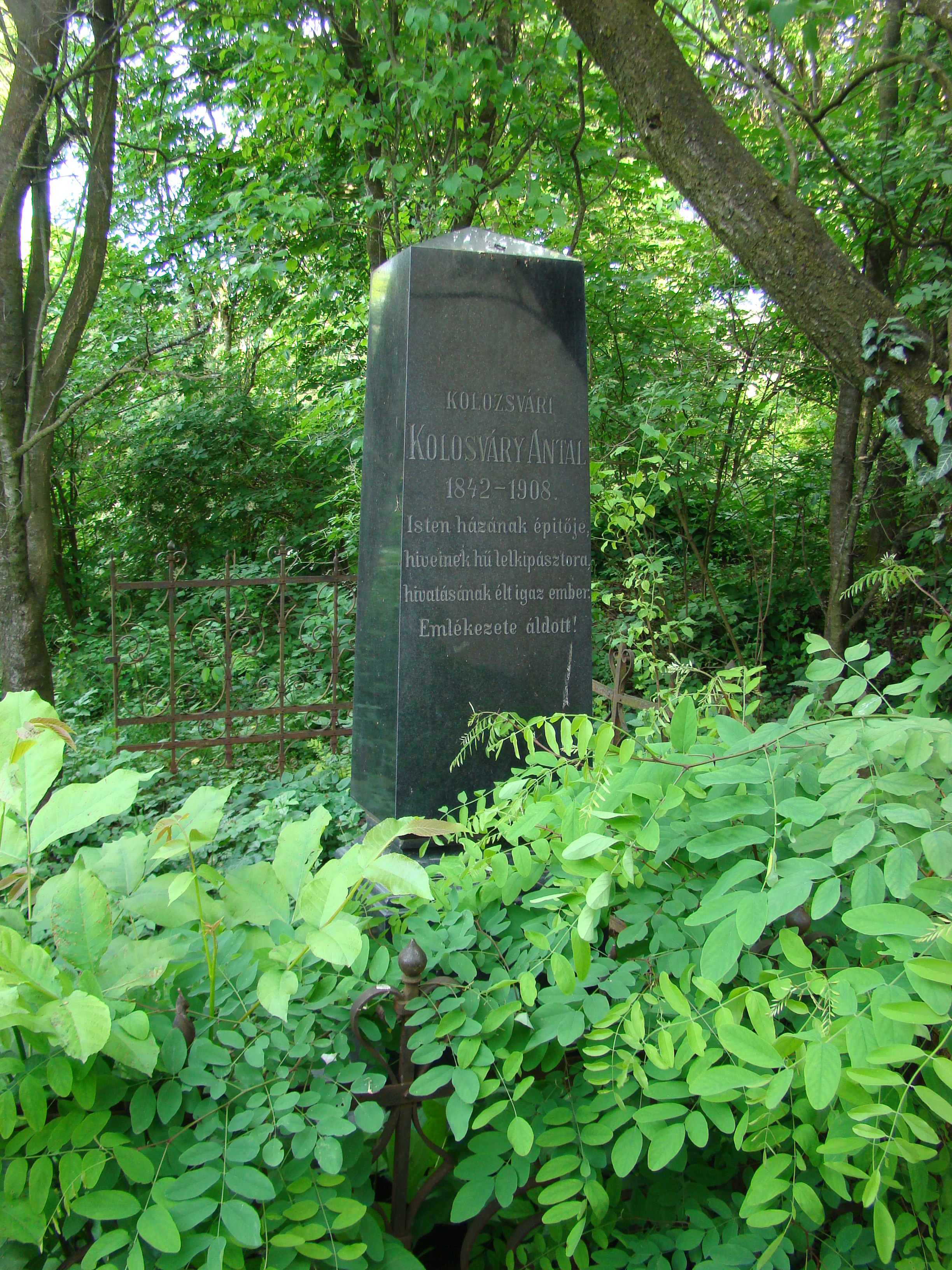